# Astrid Haerens
Astrid Haerens (Kortrijk, 1989) is een Vlaamse dichter en schrijver.

## Biografie
Haerens groeide op in het Vlaamse Zwevegem. Ze behaalde haar Master Woordkunst aan het Koninklijk Conservatorium Antwerpen. Haar verhalen verschenen bij onder meer De Revisor, De Gids, Het liegend konijn, de Poëziekrant, DW B, deBuren, de Standaard, Deus ex Machina en Hard//hoofd. In 2017 debuteerde ze met de roman Stadspanters. Haar poëziedebuut schreef ze in 2022.
In 2022 werd ze de vierde Letterzetter oftewel stadsdichter van Kortrijk.

## Prijzen en nominaties
- Nominatie Herman de Coninckprijs 2023, voor Oerhert.[8][9][10]
- Nominatie C. Buddingh'-prijs 2023, voor Oerhert.
- Poëziedebuutprijs aan Zee 2023, voor Oerhert.

- Gemeinsame Normdatei: 1194267165
- International Standard Name Identifier: 0000 0004 6354 1955
- Library of Congress Control Number: nb2019000464
- Nederlandse Thesaurus van Auteursnamen: 412885484
- Virtual International Authority File: 107150746966316301944